# 帕尔霍缅科
48°34′28″N 39°43′1″E / 48.57444°N 39.71694°E
帕尔霍缅科（俄语：Пархоменко），乌克兰当局称馬卡里夫亞爾（烏克蘭語：Макарів Яр），法理上是位於烏克蘭東部盧甘斯克州多夫然斯克區的索羅基內市鎮的村莊。該村始建於1660年，面積3.97平方公里，海拔高度72米，2001年人口1,470，人口密度每平方公里370.2人。